# Assist (pallacanestro)
Nella pallacanestro, l'assist è un passaggio utile per la realizzazione di punti.

## Definizione
Il regolamento ufficiale della NCAA identifica l'assist come "parte maggiore dell'azione", tale da trovare il destinatario del passaggio in una posizione favorevole al tiro. La NBA assegna invece l'assist indipendentemente dal fatto che il giocatore debba ancora superare gli avversari.
Ricade sotto la definizione anche il passaggio cui consegue un fallo da parte dell'avversario, con realizzazione del tiro libero.